# Vlastimil Harapes
Vlastimil Harapes (24. července 1946 Chomutov – 15. května 2024 Praha) byl český tanečník, choreograf, taneční pedagog, dlouholetý člen, sólista baletu Národního divadla v Praze, režisér, herec  a umělecký šéf baletu Národního divadla v Praze  a Mezinárodní konzervatoře Praha.

## Život
Jeho rodiče pocházeli z Prahy, po vysídlení Němců po druhé světové válce přišli jako dosídlenci do Droužkovic. Byl jejich šesté dítě a první syn, dvě sestry zemřely v dětství. Narodil se v Chomutově, dětství prožil v Droužkovicích. Jeho otec vedl ve spolupráci s jeho matkou ochotnický divadelní spolek, kde od nejútlejšího dětství účinkoval. Jeho první role byla ve hře Východní vítr, kterou si zahrál ve svých pěti letech.
Po absolutoriu pražské Taneční konzervatoře v roce 1965 získal angažmá v baletním souboru Národního divadla (1966). Od roku 1971 zde byl sólistou. Účinkoval zhruba v 50 různých tanečních představeních naší první scény. Tanec také studoval v Rusku v Petrohradě v baletní škole Malého akademického divadla. Tancoval také na celé řadě světových baletních scén, od roku 1977 do roku 1983 byl stálým hostem v západoněmecké Porýnské opeře v Duisburgu a Düsseldorfu.
Jeho první manželkou byla Elena Strupková.
V letech 1986–1992 byl manželem zpěvačky Hany Zagorové. Toto manželství bylo uzavřeno především kvůli adopci dítěte.
Jeho životním partnerem byl básník Josef Topol, se kterým žil 44 let.
Od roku 1990 až do roku 2003 působil jakožto choreograf a ředitel baletního souboru Národního divadla, poté zde pracoval jako choreograf a baletní mistr. Občas také hostoval v libereckém Divadle F. X. Šaldy.
Kromě toho byl činný také jako filmový herec, hrál v celé řadě českých snímků (např. Marketa Lazarová režiséra Františka Vláčila nebo Jak vytrhnout velrybě stoličku režisérky Marie Poledňákové). Byl však často předabován jinými herci či dabéry (Jiří Klem, František Němec, Jiří Zahajský).
Byl čestným předsedou Hnutí speciálních olympiád pro mentálně postižené sportovce, členem rady Kiliánovy nadace, čestným presidentem občanského sdružení Balet Globa. Klasický tanec také vyučoval v Itálii a na Taneční konzervatoři v Praze, zasedal jakožto porotce v renomovaných mezinárodních tanečních soutěžích. Byl porotcem první řady taneční soutěže StarDance …když hvězdy tančí a ve slovenské soutěži Hvězdy na ledě.
Poslední[zdroj?] veřejné představení měl 29. října 2023 v obci Krásněves na Vysočině. 
Dne 15. května 2024 podlehl ve svých 77 letech rakovině plic. Jeho hrob se nachází na hřbitově v Droužkovicích.

## Politická angažovanost
V roce 1977 podepsal Antichartu.

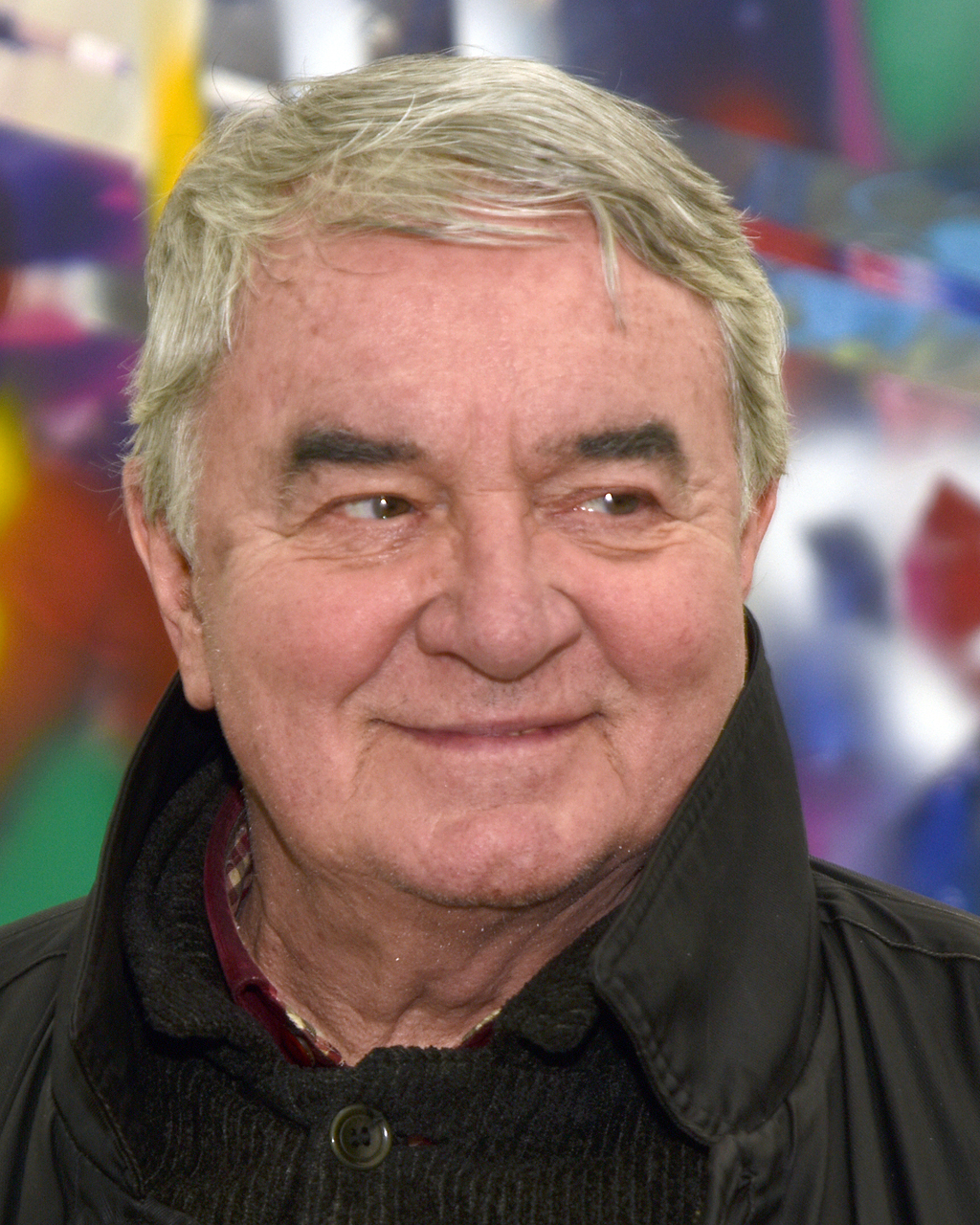
Vlastimil Harapes (2024)

Ve volbách do Senátu PČR v roce 2016 kandidoval jako nestraník za hnutí ANO 2011 v obvodu č. 25 – Praha 6. Se ziskem 13,30 % hlasů skončil na 4. místě a do druhého kola nepostoupil.

## Ocenění
- 1976 titul zasloužilý umělec
- 1980 ocenění Zasloužilý člen ND
- 1989 titul národní umělec
- 2011 Cena Thálie za celoživotní mistrovství v oboru balet

## Herecká filmografie, výběr
- 1964 Starci na chmelu
- 1965 Odcházeti s podzimem (TV film)
- 1967 Marketa Lazarová (německý hlas propůjčil Klaus-Peter Thiele)
- 1968 Královský omyl
- 1971 F. L. Věk (TV seriál)
- 1976 Den pro mou lásku (hlas propůjčil František Němec)
- 1977 Jak vytrhnout velrybě stoličku (hlas propůjčil Jiří Klem)
- 1978 Jak dostat tatínka do polepšovny (hlas propůjčil Jiří Klem)
- 1978 Panna a netvor (hlas propůjčil Jiří Zahajský)
- 1986 Operace mé dcery
- 2004 Bolero
- 2004 Rodinná pouta (TV seriál)
- 2006 Jak se krotí krokodýli
- 2008 Comeback (TV seriál)